# اچ‌ام‌اس کلوین (اف۳۷)
اچ‌ام‌اس کلوین (اف۳۷) (به انگلیسی: HMS Kelvin (F37)) یک کشتی بود. این کشتی در سال ۱۹۳۹ ساخته شد.